# Chuck Spieser
Chuck Spieser (* 2. August 1929 in South Lyon, Detroit, Michigan; † 21. Dezember 1996) war ein US-amerikanischer Boxer.

## Werdegang

### Amateurlaufbahn
Charles William „Chuck“ Spieser besuchte die Michigan-State-University in East Lansing und kam dort zum Boxen. Er gehörte dem Annunciaton Athletic Club Lansing an. Über den Studentensport qualifizierte er sich 1948 für die Olympiaausscheidung der US-amerikanischen Amateurboxer im Halbschwergewicht, die er mit einem Punktsieg im Finale über Grant Butcher auch gewann. Er vertrat daraufhin die Vereinigten Staaten bei den Olympischen Spielen 1948 in London. Im Halbschwergewicht siegte er dort in seinem ersten Kampf über den Dänen Erik Jensen nach Punkten. Im Achtelfinale unterlag er aber gegen George Hunter aus Südafrika nach Punkten und schied aus. Er belegte mit allen anderen Verlierern des Achtelfinales den 9. Platz.
1951 und 1952 wurde Chuck Spieser US-amerikanischer Studentenmeister (NCAA-Champion) im Halbschwergewicht. Er siegte auch wieder bei der US-amerikanischen Olympiaausscheidung (Trials) im Halbschwergewicht. Im Finale bezwang er dabei Charles Butten durch K. o. in der 1. Runde. Bei den Olympischen Spielen in Helsinki wurde, entgegen den Gepflogenheiten des US-amerikanischen Olympischen Komitees, nicht er eingesetzt, sondern Norvel Lee, der auch Olympiasieger wurde. Chuck Spieser war nur Ersatzmann.

### Profilaufbahn
Nach dieser Enttäuschung wurde Chuck Spieser noch 1952 Berufsboxer. Sein Domizil war Lansing in Michigan. Er bestritt seinen ersten Profikampf am 17. September 1952 in Chicago und schlug Rufus Berry nach Punkten. Danach gewann er seine nächsten sechs Kämpfe, verlor aber überraschend am 13. Januar 1953 in Grand Rapids gegen Frank Favaro, durch K. o. in der 7 Runde und am 26. Februar 1953 in Detroit gegen Art Wright durch Techn. K. o. in der 4. Runde. Beide Boxer zählten keineswegs zur ersten Garde der amerikanischen Halbschwergewichts-Boxer. Am 23. April 1953 gelang Chuck Spieser in Detroit in der Revanche ein Techn. K.-o.-Sieg in der 3. Runde über Frank Favaro.
1954 war Chuck Spieser inaktiv. 1955 verlor er am 27. Juli 1955 in Chicago gegen Willie Pastrano nach Punkten. Danach gelangen ihm aber zwei wichtige Siege. Er schlug am 30. September 1955 in Washington Willie Troy durch Techn. K. o. in der 5. Runde und am 16. November 1955 in Chicago Paddy Young durch Techn. K. o. in der 2. Runde. Beide Boxer gehörten zur Elite der Profis im Mittel- bzw. Halbschwergewicht. Am 27. Januar 1956 gelang Chuck Spieser zudem ein Unentschieden gegen Willie Pastrano. Er zählte damit auf einen Schlag zu den Anwärtern auf einen Titelkampf gegen den amtierenden Weltmeister Archie Moore. Im US-amerikanischen Boxsport-Fachblatt The Ring wurde er in der Februar-Rangliste 1956 hinter Weltmeister Archie Moore, Floyd Patterson, Yolande Pompey aus Trinidad und Gerhard Hecht aus Deutschland an Rang 4 geführt. Willie Pastrano stand in der Schwergewichts-Rangliste an Platz 6 (s. Box Sport Nr. 6/1956, Seite 8).
Chuck Spieser konnte in seinen weiteren Kämpfen diese Erwartungen aber nicht erfüllen. Am 30. Mai 1956 verlor er in New Orleans gegen Willie Pastrano nach Punkten. Danach besiegte er am 28. November 1956 in Milwaukee Willi Hoepner aus Deutschland durch K. o. in der 2. Runde. Im entscheidenden Qualifikationskampf für einen Titelkampf unterlag er aber am 5. April 1957 in Detroit gegen Tony Anthony durch K. o. in der 3. Runde. Die Hoffnungen auf einen Titelkampf waren damit geplatzt.
Am 8. November 1958 kämpfte er noch in Dortmund gegen Europameister Erich Schöppner und unterlag diesem durch Techn. K. o. in der 6. Runde.
Chuck Spieser trat daraufhin zurück. 1962 versuchte er ein Comeback. Er bestritt aber nur mehr einen Kampf, in dem er in Lexington Carl Boarman in der 2. Runde k. o. schlug.